# Day 'n' Nite
Day 'n' Nite (Day 'n' Nite (Nightmare) genaamd op het album) is een nummer van de alternatieve-hiphopartiest Kid Cudi van zijn album Man on the Moon: The End of Day.

## Onderscheidingen

### BET Hip Hop Awards
| Jaar | Genomineerd werk | Award                                    | Uitslag     |
| ---- | ---------------- | ---------------------------------------- | ----------- |
| 2009 | Day 'n' Nite     | BET Hip Hop Award for Track of the Year  | Genomineerd |
| 2009 | Day 'n' Nite     | BET Hip Hop Award for Best Hip Hop Video | Genomineerd |

### Beatport Music Awards
| Jaar | Genomineerd werk                | Award                                                       | Uitslag  |
| ---- | ------------------------------- | ----------------------------------------------------------- | -------- |
| 2009 | "Day 'n' Nite" (Crookers Remix) | Beatport Music Awards for Best Indie Dance / Nu Disco track | Gewonnen |

### MTV Video Music Awards
| Jaar | Genomineerd werk | Award                                     | Uitslag     |
| ---- | ---------------- | ----------------------------------------- | ----------- |
| 2009 | "Day 'n' Nite"   | MTV Video Music Award for Best New Artist | Genomineerd |

### Grammy Awards
| Jaar | Genomineerd werk | Award                                           | Uitslag     |
| ---- | ---------------- | ----------------------------------------------- | ----------- |
| 2010 | "Day 'n' Nite"   | Grammy Award for Best Rap Solo Performance 2010 | Genomineerd |
| 2010 | "Day 'n' Nite"   | Grammy Award for Best Rap Song 2010             | Genomineerd |

## Tracklists
| Nr. | Titel                                             | Duur |
| --- | ------------------------------------------------- | ---- |
| 1.  | Day 'n' Nite (original, mixed by Dot Da Genius)   | 3:42 |
| 2.  | Day 'n' Nite (instrumental)                       | 3:43 |
| 3.  | Day 'n' Nite (Jokers of the Scene extended remix) | 7:21 |
| 4.  | Dat New "New"                                     | 4:14 |
| 5.  | Dat New "New" (clean)                             | 4:14 |
| 6.  | Dat New "New" (instrumental)                      | 3:49 |

| Nr. | Titel                            | Duur |
| --- | -------------------------------- | ---- |
| 1.  | Day 'n' Nite (radio edit)        | 2:43 |
| 2.  | Day 'n' Nite (Mobin Master edit) | 3:10 |

| Nr. | Titel                                | Duur |
| --- | ------------------------------------ | ---- |
| 1.  | Day 'n' Nite (radio edit)            | 2:43 |
| 2.  | Day 'n' Nite (club mix)              | 4:41 |
| 3.  | Day 'n' Nite (Mobin Master remix)    | 7:18 |
| 4.  | Day 'n' Nite (Bimbo Jones vocal mix) | 8:11 |
| 5.  | Day 'n' Nite (D.O.N.S. remix)        | 7:32 |
| 6.  | Day 'n' Nite (Agent X remix)         | 5:11 |
| 7.  | Day 'n' Nite (TC remix)              | 4:06 |
| 8.  | Day 'n' Nite (video-cd-rom)          | 3:05 |

| Nr. | Titel                                | Duur |
| --- | ------------------------------------ | ---- |
| 1.  | Day 'n' Nite (club mix)              | 4:41 |
| 2.  | Day 'n' Nite (Mobin Master remix)    | 7:18 |
| 3.  | Day 'n' Nite (Bimbo Jones vocal mix) | 8:11 |
| 4.  | Day 'n' Nite (D.O.N.S. remix)        | 7:32 |

## Hitnoteringen

### Ultratop 50
| Single met hitnotering(en) in de Vlaamse Ultratop 50 | Datum van verschijnen | Datum van binnenkomst | Hoogste positie | Aantal weken | Opmerkingen |
| ---------------------------------------------------- | --------------------- | --------------------- | --------------- | ------------ | ----------- |
| Day 'n' Nite                                         | 12/01/2009            | 03/01/2009            | 2               | 21           |             |

### Nederlandse Top 40
| Single met eventuele hitnotering(en) in de Nederlandse Top 40 | Datum van verschijnen | Datum van binnenkomst | Hoogste positie | Aantal weken | Opmerkingen |
| ------------------------------------------------------------- | --------------------- | --------------------- | --------------- | ------------ | ----------- |
| Day 'n' Nite                                                  | 12/01/2009            | 17/01/2009            | 4               | 10           |             |